# Cerkiew Opieki Matki Bożej w Przyłukach
Cerkiew pod wezwaniem Opieki Matki Bożej – zabytkowa prawosławna cerkiew parafialna w Przyłukach, w dekanacie brzeskim rejonowym eparchii brzeskiej i kobryńskiej Egzarchatu Białoruskiego Patriarchatu Moskiewskiego.

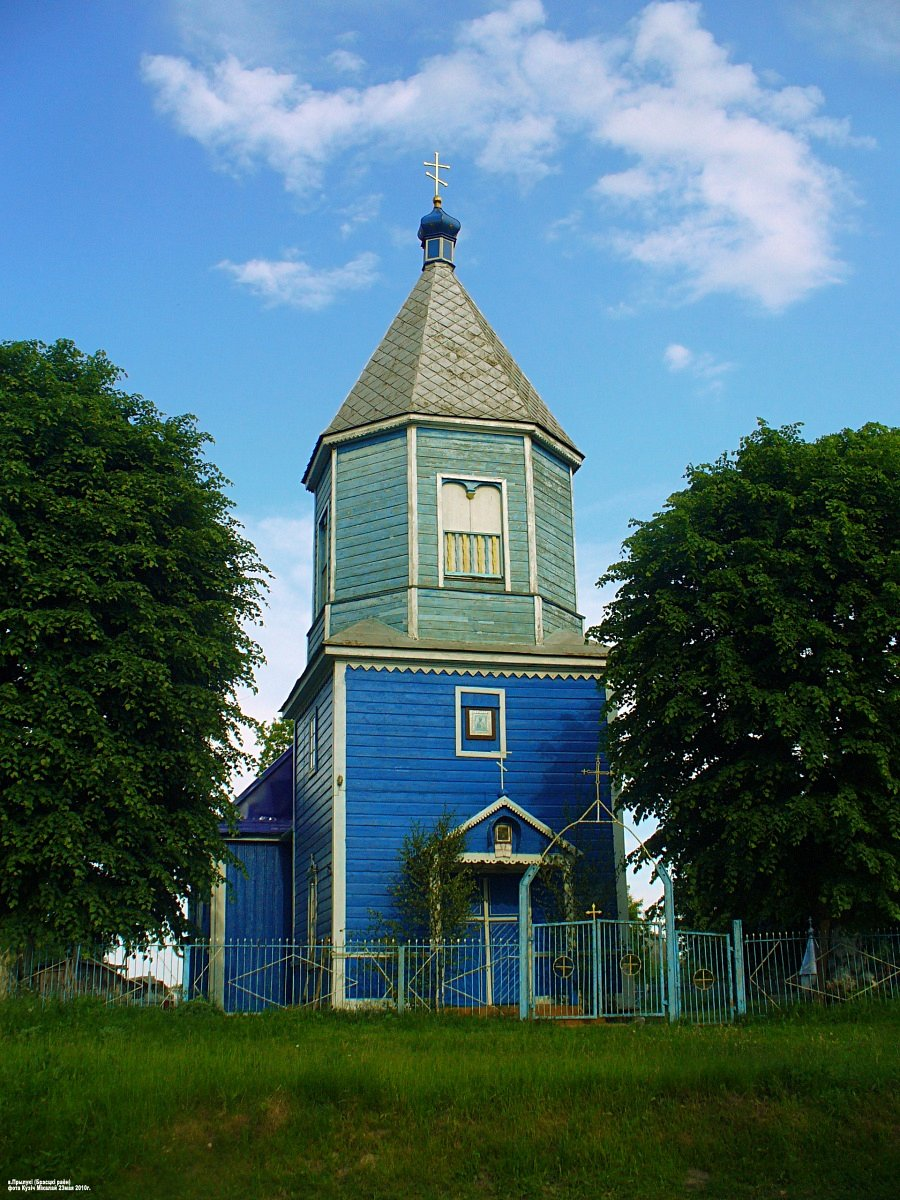
Cerkiew od frontu

Świątynia znajduje się na północno-zachodnich obrzeżach wsi. Wzniesiona w 1870, wyświęcona 30 stycznia 1871 r.
Budowla drewniana, konstrukcji zrębowej, oszalowana. Wejście do cerkwi poprzedzone dwuspadowym daszkiem, wspartym na dwóch słupach. Od frontu dwukondygnacyjna wieża-dzwonnica (dolna kondygnacja czworoboczna, górna – ośmioboczna), zwieńczona dachem namiotowym z cebulastą kopułką. Nad częścią nawową dach dwuspadowy, na środku którego znajduje się wieżyczka zwieńczona cebulastą kopułą. Prezbiterium zamknięte prostokątnie, z dwiema mniejszymi, bocznymi zakrystiami.
Wewnątrz znajdują się ikony pochodzące z XVII–XVIII w., m.in. Matki Bożej (typu Hodegetria i Umilenie), św. Mikołaja Cudotwórcy oraz przedstawiające Przemienienie Pańskie i Chrzest Pański.